# 襄阳小吃
襄阳小吃，指湖北省襄阳市具有本地特色的街头饮食文化。由于襄州、樊城历来是南北经济文化的交汇之地和兵家必争之地，族群多元，文化形态多样，本地小吃的口味和风格也呈现丰富多样和南北交融的特点。

## 分类
襄阳小吃大致可分为面食，糕饼，饮料，河鲜，畜肉，禽肉6种。襄阳地处汉水流域湿润地区，与湖北各县市相同，盛产河鲜，名小吃中宜城大虾、盘蟮等都以河鲜入菜。
另一方面，襄阳是南北文化产生激烈碰撞之地，尤其是清真饮食文化与川菜，鲁菜饮食文化对本地饮食文化影响颇为深刻，同时又具备湖北菜香鲜醇嫩的特点，所以在小吃文化上也显示出多样性和南北交融的双重特点，代表小吃有牛杂面、豆腐面、酸辣面、麻汁面、襄阳黄酒、缠蹄、玉带糕。

## 发展
各种襄阳小吃的成型时间相差很多，以面类为例，牛杂面的历史只有32年，酸辣面为40年，但是襄阳黄酒的历史已经超过了1000年。
现今的襄阳小吃主要分布在市区的友谊街，定中桥，火巷口，风华路等地，但是在现今的餐饮集中区域通常是吃不到正宗的襄阳小吃的，而必须是在它的发源地或者是创始店才可。如今本地小吃发展最大的瓶颈就是没有规划，同质竞争，也很少会有店家能有效地行销名吃品牌，导致某些名吃的濒危和消亡。